# 佐竹友樹
佐竹 友樹（さたけ ゆうき、1982年7月27日 - ）は、宮城県登米市出身の競艇選手。登録番号4201。身長158cm。血液型B型。91期。埼玉支部所属。同期に山口剛、長嶋万記、三浦永理らがいる。

## 来歴
- 宮城県佐沼高等学校卒業。2001年10月、第91期訓練生としてやまと競艇学校に入り、翌年9月に卒業（リーグ戦勝率7.28、優出4、優勝1）、卒業記念競走では優出し2着であった。
- 2002年11月6日、戸田競艇場でデビューし、11月11日に初勝利（8走目）。
- 2003年1月7日、戸田競艇場にてデビュー期にして（同期では2番目）初準優出を果たした。
- 2006年7月30日、多摩川競艇場での「第37回東京中日スポーツ賞」でデビュー初優勝、6コースから.17のスタートでまくり差しで決め3連単が7万円台という高配当を演出した。